# 다나하시 아키토
다나하시 아키토(일본어: 棚橋 尭士, 2000년 7월 12일 ~ )는 일본의 축구 선수이다.

## 구단 경력
2023년 J2리그의 도쿠시마 보르티스에 입단하였다. 2024년 J3리그의 SC 사가미하라로 이적했다. 2025년 도치기 SC로 이적했다.

## 국가대표팀 경력
그는 2017년 FIFA U-17 월드컵에 참가할 일본 U-17 국가대표팀에 발탁되었으며, 1경기에 출전했다.